# Sex&Drugs&Rock&Roll
Sex&Drugs&Rock&Roll es una serie de comedia de televisión estadounidense creada y protagonizada por Denis Leary. La primera temporada de 10 episodios fue ordenada por FX, que se estrenó el 16 de julio de 2015.
En septiembre de 2015, la red renovó el espectáculo para una segunda temporada de 10 episodios para salir al aire el 30 de junio de 2016.
El 9 de septiembre de 2016, FX canceló la serie después de 2 temporadas.

## Sinopsis
'Sex & Drugs & Rock & Roll' narra la vida de Johnny, un músico cincuentón excantante de una banda legendaria de los años 90 que se muere por reunir a sus compañeros para volver a cosechar los éxitos de antaño. Junto a Denis Leary, la ficción contaba con estrellas como John Corbett, Elizabeth Gillies, Elaine Hendrix, Robert Kelly y John Ales.
Antes del estreno de la primera temporada, Denis se mostraba entusiasmado con el proyecto, especialmente con sus compañeros de reparto, a los cuales dedicó unas bonitas palabras. "Usted puede tener una gran escena, pero lo que hace que sea inolvidable son los actores inolvidables", dijo Leary en una entrevista el pasado verano.

## Personajes

### Cuadro de personajes
| Denis Leary          | Johnny Rock  | Protagonista    | Protagonista    |
| John Corbett         | Flash        | Co-Protagonista | Co-Protagonista |
| Elizabeth Gillies    | Gigi         | Co-Protagonista | Co-Protagonista |
| Robert Kelly         | Bam Bam      | Co-Protagonista | Co-Protagonista |
| Elaine Hendrix       | Ava          | Co-Protagonista | Co-Protagonista |
| John Ales            | Rehab        | Co-Protagonista | Co-Protagonista |
| Josh Pais            | Ira Feinbaum | Secundario      | Secundario      |
| Eric Sheffer Stevens | Brook Lanley |                 | Secundario      |
| Rebecca Naomi Jones  | Davvy        |                 | Secundaria      |

## Episodios
| Temporada | Temporada | Episodios | Episodios | Emisión original    | Emisión original         | Primera emisión        | Última emisión          |
| Temporada | Temporada | Episodios | Episodios | Primera emisión     | Última emisión           | Primera emisión        | Última emisión          |
| --------- | --------- | --------- | --------- | ------------------- | ------------------------ | ---------------------- | ----------------------- |
|           | 1         | 10        | 10        | 16 de julio de 2015 | 17 de septiembre de 2015 | 9 de abril de 2016     | 7 de mayo de 2016       |
|           | 2         | 10        | 10        | 30 de junio de 2016 | 1 de septiembre de 2016  | 2 de noviembre de 2016 | 30 de noviembre de 2016 |

## Banda sonora
Sex&Drugs&Rock&Roll: Songs from the FX Original Comedy Series es la banda sonora para la primera temporada de la serie de televisión. El álbum fue lanzado el 10 de septiembre de 2015.
| Sex&Drugs&Rock&Roll |                                                    |                                   |          |  |
| N.º                 | Título                                             | Artista(s)                        | Duración |  |
| 1.                  | «Sex&Drugs&Rock&Roll»                              | Denis Leary                       | 3:03     |  |
| 2.                  | «Animal»                                           | Elizabeth Gillies                 | 2:46     |  |
| 3.                  | «Die Trying»                                       | Denis Leary                       | 3:08     |  |
| 4.                  | «Radiohead Meets Morrissey»                        | Denis Leary                       | 0:41     |  |
| 5.                  | «Bloody English Whores» (An Gorta Mor Movement #2) | John Ales                         | 1:08     |  |
| 6.                  | «Sinner's Gold»                                    | Denis Leary                       | 1:10     |  |
| 7.                  | «Éire and Ire» (An Gorta Mor Movement #23)         | John Ales                         | 1:13     |  |
| 8.                  | «New York 2015»                                    | Elizabeth Gillies                 | 3:56     |  |
| 9.                  | «Desire»                                           | Elizabeth Gillies                 | 3:13     |  |
| 10.                 | «Sinner Baby»                                      | Denis Leary                       | 2:40     |  |
| 11.                 | «Die Trying»                                       | Elizabeth Gillies                 | 3:14     |  |
| 12.                 | «F**k the Queen (Of England)»                      | John Ales                         | 1:03     |  |
| 13.                 | «Baby It's Late»                                   | Callie Thorne                     | 4:04     |  |
| 14.                 | «Johnny Cash Said»                                 | Denis Leary                       | 2:15     |  |
| 15.                 | «Put It On Me»                                     | Denis Leary, Elizabeth Gillies    | 2:39     |  |
| 16.                 | «Baby Get Down»                                    | Elizabeth Gillies, Elaine Hendrix | 3:19     |  |
| 17.                 | «One Old Broad»                                    | Kelly Bishop                      | 3:00     |  |
| 18.                 | «Fire and Gasoline»                                | Chris Phillips                    | 3:04     |  |
| 19.                 | «Beastcore»                                        |                                   | 0:57     |  |
| 20.                 | «What's My Name»                                   | Elizabeth Gillies                 | 3:04     |  |
| 21.                 | «Sex Bomb»                                         | Elizabeth Gillies                 | 1:32     |  |
| 22.                 | «Complicated»                                      | Elizabeth Gillies                 | 4:16     |  |
| 23.                 | «What's My Name» (EDM Remix)                       | Elizabeth Gillies                 | 3:36     |  |
| 59:01               |                                                    |                                   |          |  |